# Asura intermedia
Asura intermedia là một loài bướm đêm thuộc phân họ Arctiinae, họ Erebidae.